# Sagina graminifolia
Sagina graminifolia är en nejlikväxtart som beskrevs av Hugh Algernon Weddell. Sagina graminifolia ingår i släktet smalnarvar, och familjen nejlikväxter. Inga underarter finns listade i Catalogue of Life.